# Don’t Close Your Eyes
A Don’t Close Your Eyes (magyarul: Ne csukd le a szemed!) egy rockdal, amely Szlovákiát képviselte a 2012-es Eurovíziós Dalfesztiválon. A dalt a szlovák Max Jason Mai adta elő angolul.
A dalt 2012. március 7-én egy sajtótájékoztató keretében mutatták be. Mind szövegét, mind zenéjét maga az előadó szerezte. A videóklipje nem sokkal a dal megjelenése után elkészült.
Az Eurovíziós Dalfesztiválon a dalt a május 24-én rendezett második elődöntőben adta elő, a fellépési sorrendben tizenötödikként, az észt Ott Lepland Kuula című dala után, és a norvég Tooji Stay című dala előtt. Az elődöntőben 22 ponttal a tizennyolcadik, azaz utolsó helyen végzett, így nem jutott tovább a döntőbe.
Idáig ez volt a dalfesztivál történetének utolsó szlovák dala.